# Beatrice Utondu
Beatrice Utondu is een atleet uit Nigeria
Op de Olympische Zomerspelen van 1992 in Barcelona nam ze voor Nigeria deel op de onderdelen 100 meter sprint en 4x100 meter estafette. Met het estafette-team behaalde ze een bronzen medaille.
- World Athletics: 14292532